# 半田運河
半田運河（はんだうんが）は、愛知県半田市にある運河。十ヶ川の下流部を指す名称である。

## 地理
半田運河は阿久比町と半田市を流れる十ヶ川（じゅっかがわ）の下流部を指す。「半田運河」は地元における愛称とされ、地図には半田運河という名称は見られない。
一帯は黒壁の建物が水面に写る風情ある景観が残る。「かおり風景100選」や「美しい日本の歴史的風土準100選」に選定されており、2017年（平成29年）5月には国土交通省の都市景観大賞都市空間部門大賞を受賞した。半田市の景観形成重点地区に指定されている。

## 歴史

### 開削の背景

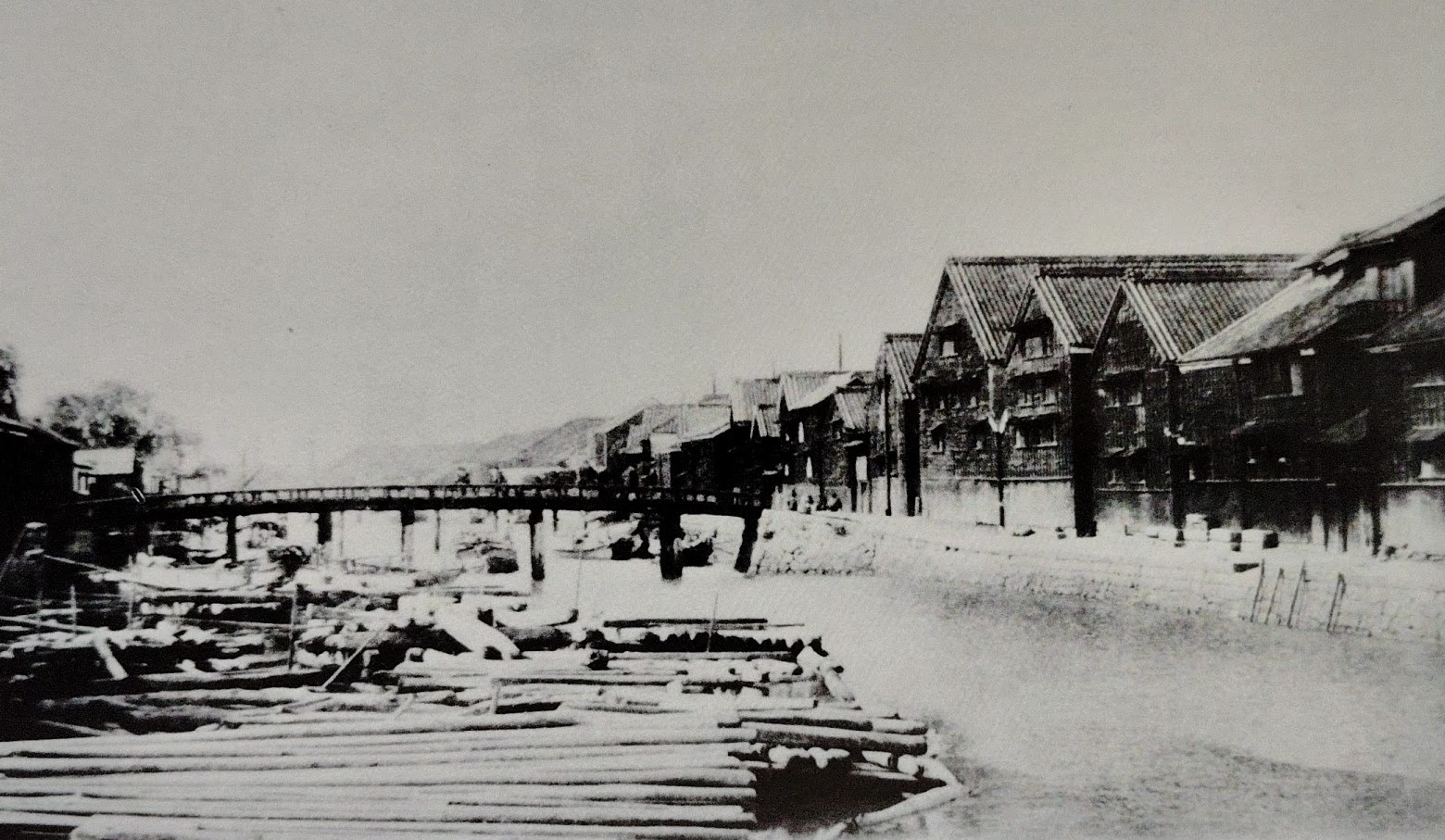
明治40年代の半田運河

半田は温暖な気候で豊かな水運に恵まれ、江戸時代から醸造と海運の街として発展した。半田運河は、かつて川底が周囲の土地よりも高い天井川であった阿久比川からの度々の水害を防ぐための排水路として掘削されたものだったが、江戸時代から明治時代にかけては、酒や酢など醸造業の輸送拠点として重要視された。この運河と衣ヶ浦港（現在の衣浦港）を拠点に一帯では廻船業が充実し、知多半島の醸造品を江戸に輸送し大量消費される基盤を築き、後の半田市の発展の基となった。

### 運河の開削
貞亨2年（1685年）頃には半田港の地先で山方新田の造成が開始された。元禄8年（1695年）の完成をめざして水路が開削し、船江としたことが半田運河の起源である。当時の川幅は約11.2メートルの細いものだった。
安政2年（1855年）8月、悪天候よりこの船入江に大量の水が流入し、下半田（現在の半田市内）の全域が浸水被害に見舞われたことを機に、3代目中野又左衛門によって船江幅32.4メートル（18間）まで拡張された。さらに長さが567メートル（315間）に拡大され、別地点を流れていた十ヶ川が運河に流れ込むように付け替えられた。これ以後には両岸の石積み工事の記録が見られず、今日の半田運河はこの際に形成されたとされる。

### 近代の動向

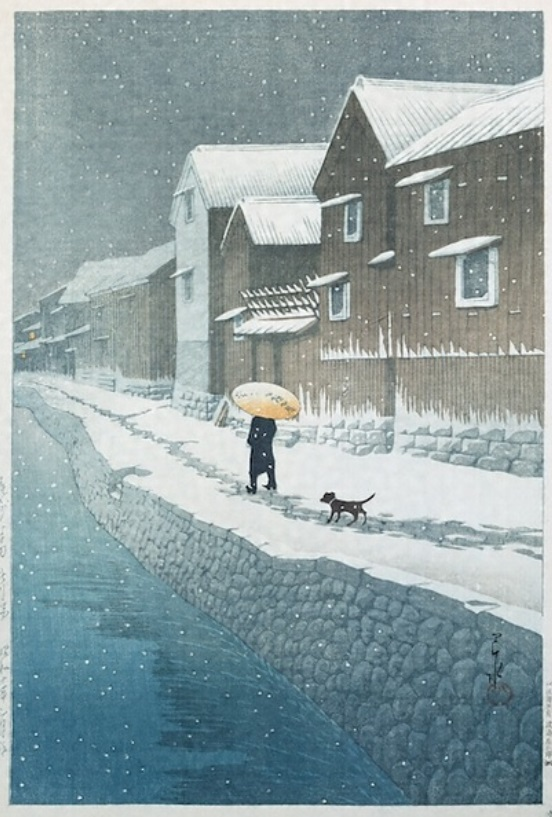
川瀬巴水「尾州半田新川端」

明治時代に武豊駅と熱田駅を結ぶ鉄道（現・JR武豊線）が開業し、その後の陸上交通の発達によって物資の輸送手段が海運から陸上交通に移ると、半田運河の存在意義は薄れていった。1914年（大正3年）、半田運河の入口近くに近代建築の大阪税関武豊支署が設置された。
1935年（昭和10年）、版画家の川瀬巴水は木版画の「尾州半田新川端」を制作した。新川沿いの醸造蔵を題材とした作品である。
1938年（昭和13年）時点の半田運河には4本の橋が架かっていたが、1941年（昭和16年）までには宮崎橋が撤去され、21世紀初頭において現存するのは3本である。

### 戦後の荒廃と再生
1959年（昭和34年）9月の伊勢湾台風では大阪税関武豊支署の建物が倒壊し、武豊支署は別地点に移された。1960年（昭和35年）頃には悪天候時の漁船の避難港としての役割も担っていたが、1960年代には廃船が放置されるなどしていた。1963年（昭和38年）には半田水門が完成している。
その後も護岸の老朽化が進み、汚泥が堆積することで悪臭を放っていた。護岸の補強と汚泥の浚渫などを実施するために、1991年（平成3年）7月には愛知県衣浦港務所によって衣浦港半田運河整備計画が着手された。これによって半田運河への船舶の出入りが禁じられ、半田運河は運河としての役割を失って産業遺産化している。1999年（平成11年）には半田水門と新橋の間の護岸補強工事が完成し、2000年（平成12年）には同区間の汚泥の除去が完了した。半田水門と源兵衛橋の間には黒蔵の道という遊歩道が整備された。

### 近年の動向
2005年（平成17年）、公共の色彩を考える会が主催する公共の色彩賞の環境色彩10選に「蔵と運河のまちづくり」が選出された。
2008年（平成20年）2月25日、半田市で全国運河サミットが開催された。名古屋市立大学大学院教授の瀬口哲夫は、成立の経緯や美しさにおいて小樽運河（北海道小樽市）、堀川運河（宮崎県日南市）、半田運河が「日本三大運河」であると提唱している。2013年（平成25年）には小樽市、日南市、半田市の3市の間で災害時相互応援協定が締結された。
2024年（令和6年）4月、半田運河に近い小栗家住宅に観光拠点として「_unga」（スペースウンガ）がオープンした。「_unga」にはカフェやセレクトショップがあり、まちおこしイベントの会場としても用いられる。

## 周辺の施設

### 半田運河に架かる橋
半田運河に架かる橋
- 新橋

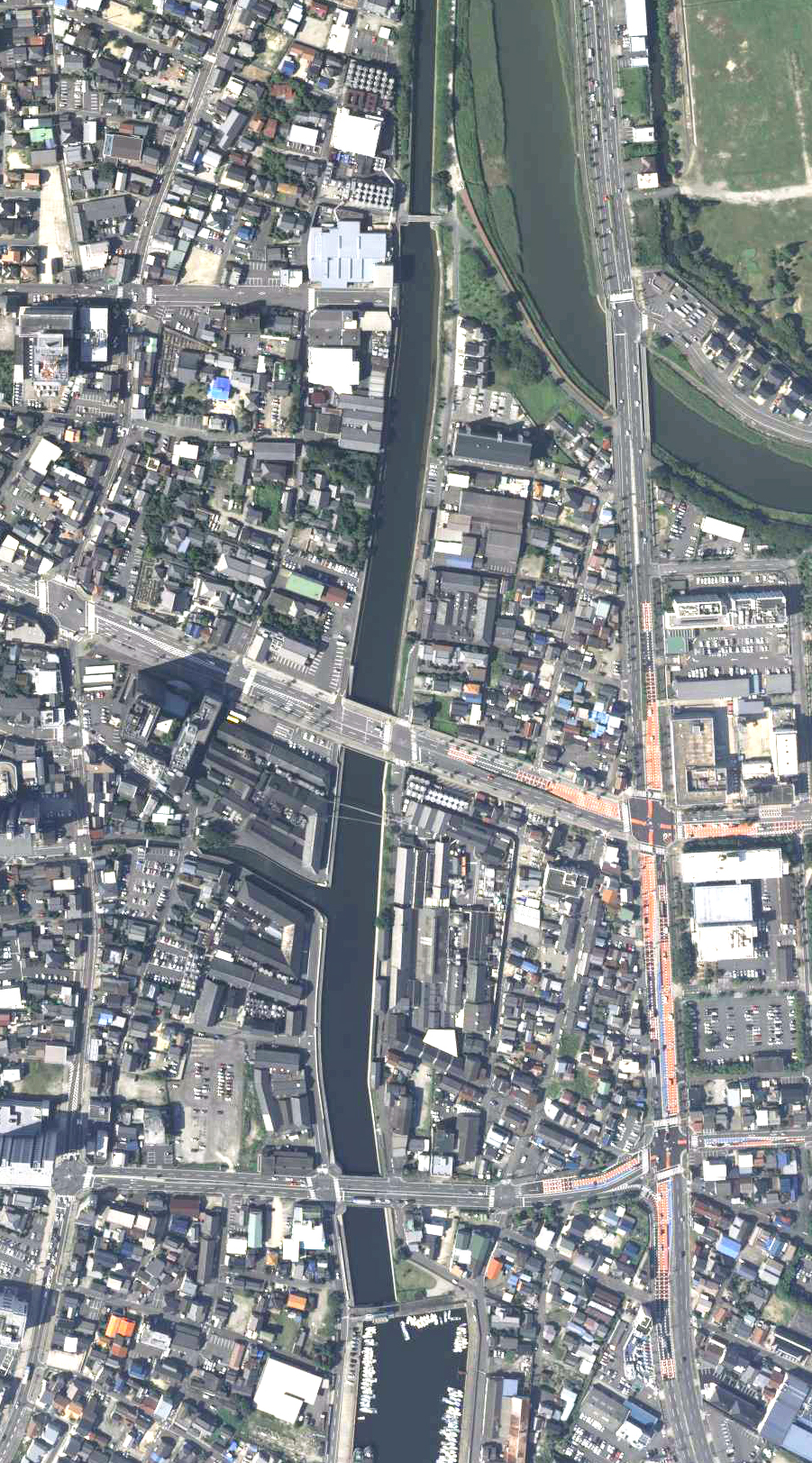
半田運河周辺の空中写真。2010年8月18日撮影。。

- 源兵衛橋 - 山方新田に住んでいた船大工の源兵衛が船の底板で橋を架けたことに因んでいる[16]。明治期には木造橋が架かっていた[17]。1924年（大正13年）には新たな源兵衛橋が架けられたが、これは半田町初のコンクリート橋だった[18]。1999年（平成11年）には2車線から4車線に拡幅された[17]。
- 船方橋 - 1939年（昭和14年）にコンクリート橋として完成した[17]。

新川に架かる橋
- 蔵のかけ橋 - 2022年（令和4年）3月27日に完成した人道橋[19]。半田運河と新川の合流部にある[19]。名称は公募によって選ばれた[19]。

### 半田運河沿いの醸造蔵
- 株式会社Mizkan（ミツカン） - 文化元年（1804年）に創業。
- キッコウトミ株式会社 - 1892年（明治25年）に亀甲富醤油製造所として創業[20]。
- 中埜酒造株式会社 - 1844年（弘化元年）に丸中酒造として創業[20]。

### その他の施設等
- MIZKAN MUSEUM - 2015年秋に開業したミツカンの体験型ミュージアム[1]。江戸時代に使用された長さ20メートルの弁才船などがある[4]。
- 國盛 酒の文化館 - 約240年前に建造された酒蔵をそのまま博物館としており、酒造工程や貯蔵用の大桶など伝統的な酒造り道具を展示する[4]。また、約6～7種類の日本酒・果実酒・甘酒の試飲を提供する[4]。
- 小栗家住宅 - 国指定重要文化財。
- 旧中埜半六邸 - 江戸期から海運業や醸造業で財を成した豪商で、地域の発展に代々貢献した[4]。敷地は約900坪で、庭園、母屋、炊事場、蔵が現存し、庭の中央に位置する池はかつて半田運河に直結していた[4]。2015年（平成27年）に半田市の景観重要建造物に指定されており、邸内で飲食店が営業する[4]。
- 半田赤レンガ建物 - 1898年（明治31年）にカブトビールの醸造工場として建造された施設だが、2014年（平成26年）から大規模な改修を行い、翌2015年（平成27年）から常時公開し、展示室に創業当時の企業家関連資料をそろえる[4]。国の登録有形文化財[4]。
- 魚太郎・蔵のまちカフェ - 半田運河周辺地域の中心に位置する回転すし店で、知多半島の4漁港にセリ権利を持つ[4]

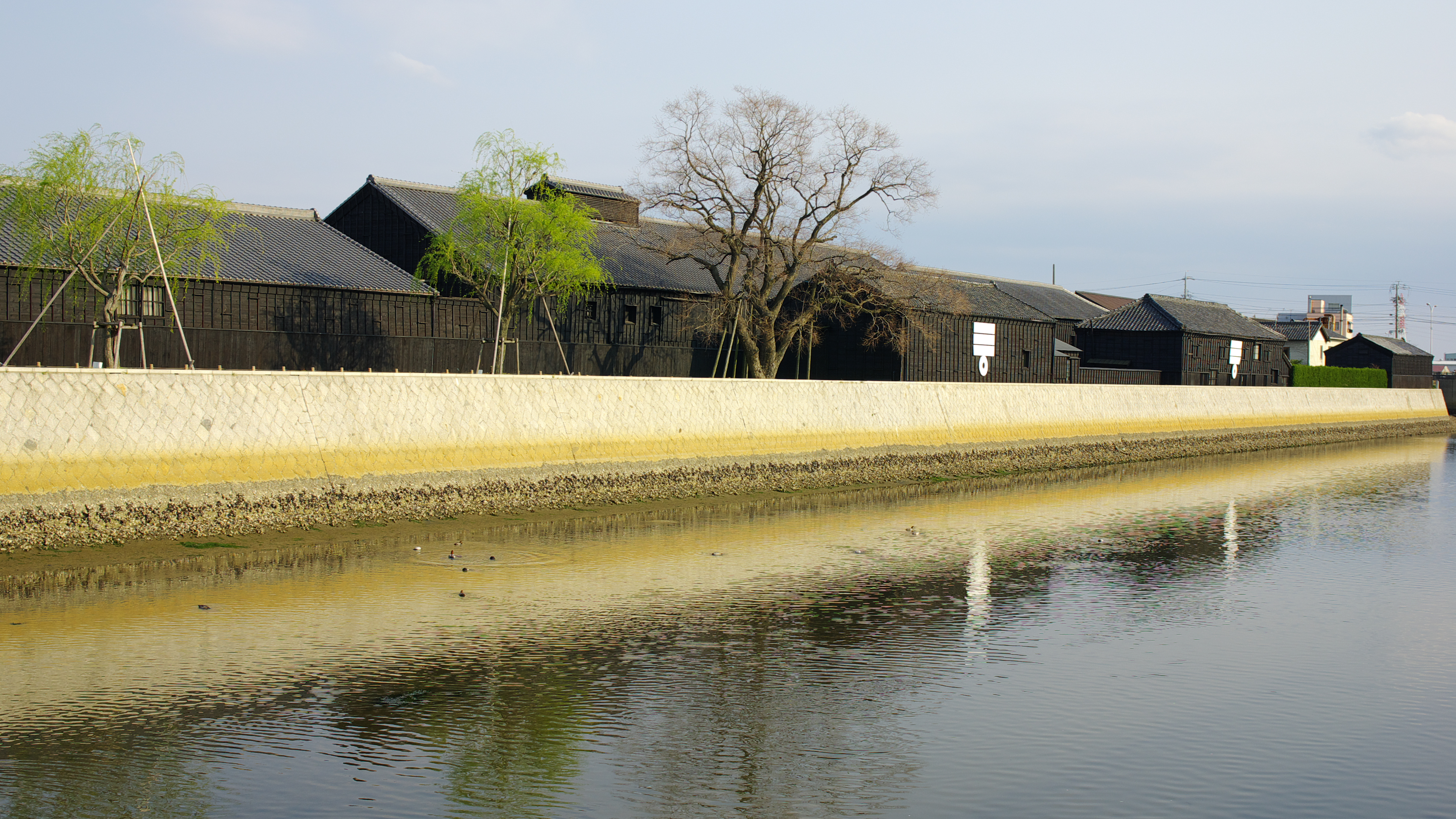
半田運河沿いのミツカンの倉庫群
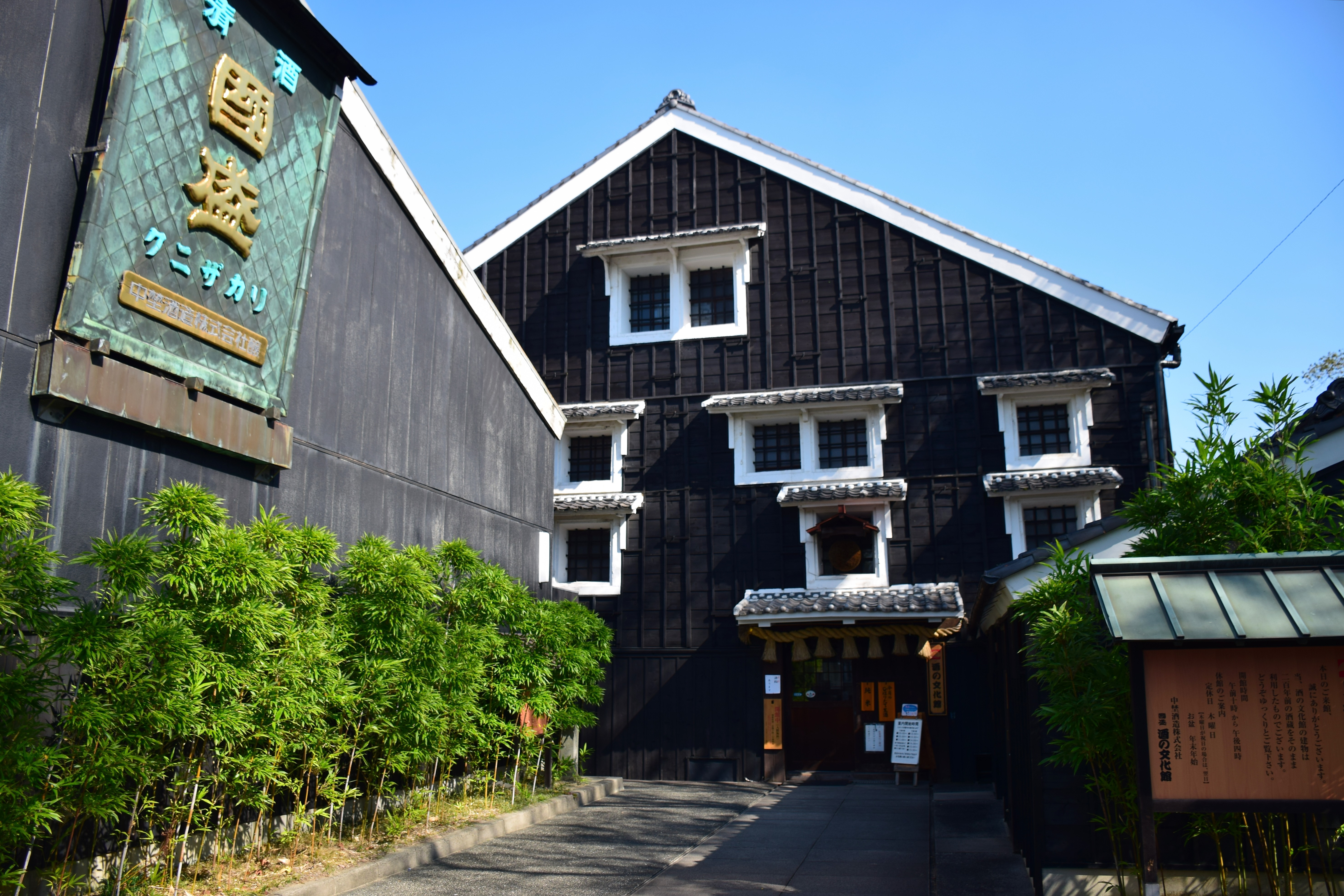
國盛酒の文化館
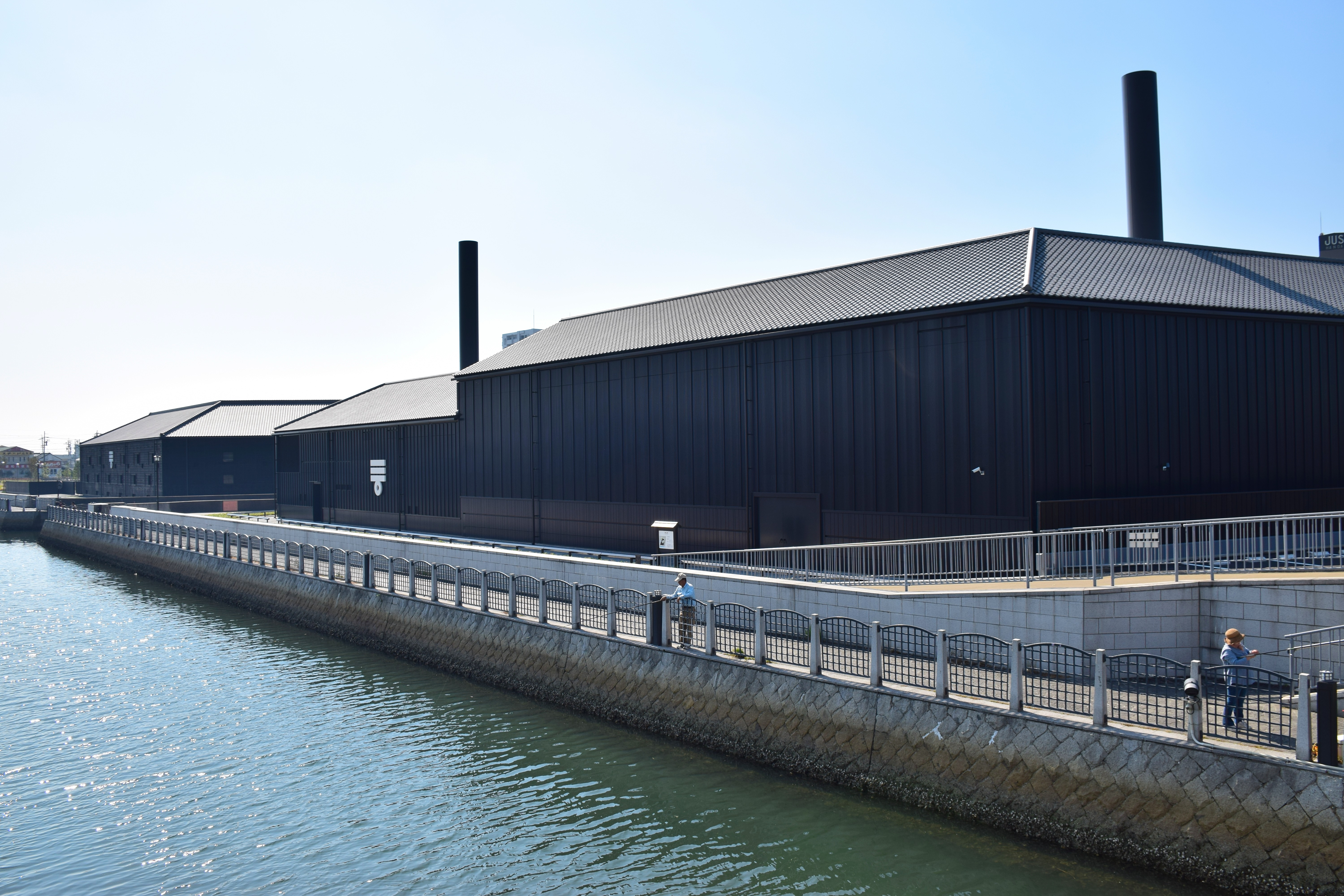
MIZKAN MUSEUMと半田運河
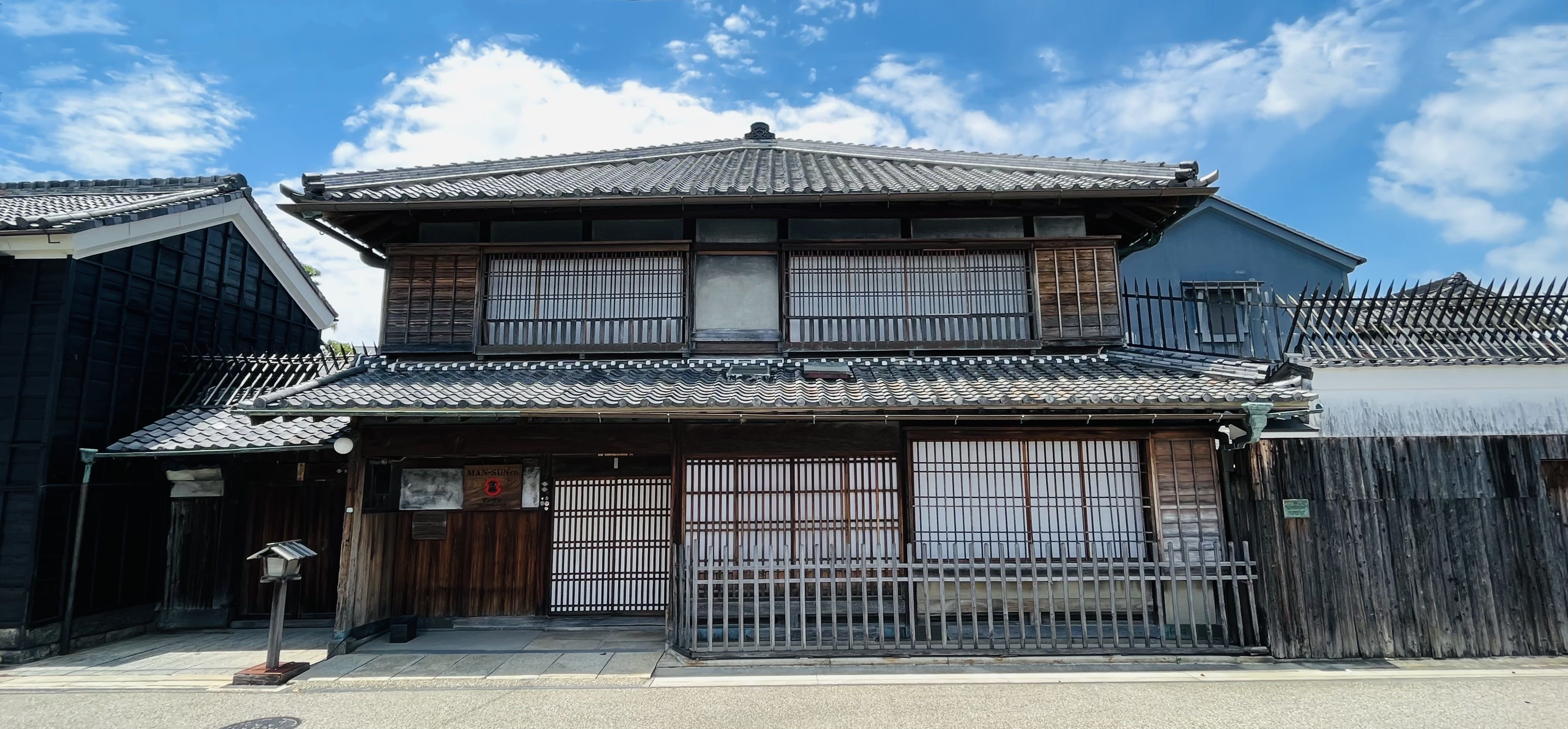
小栗家住宅
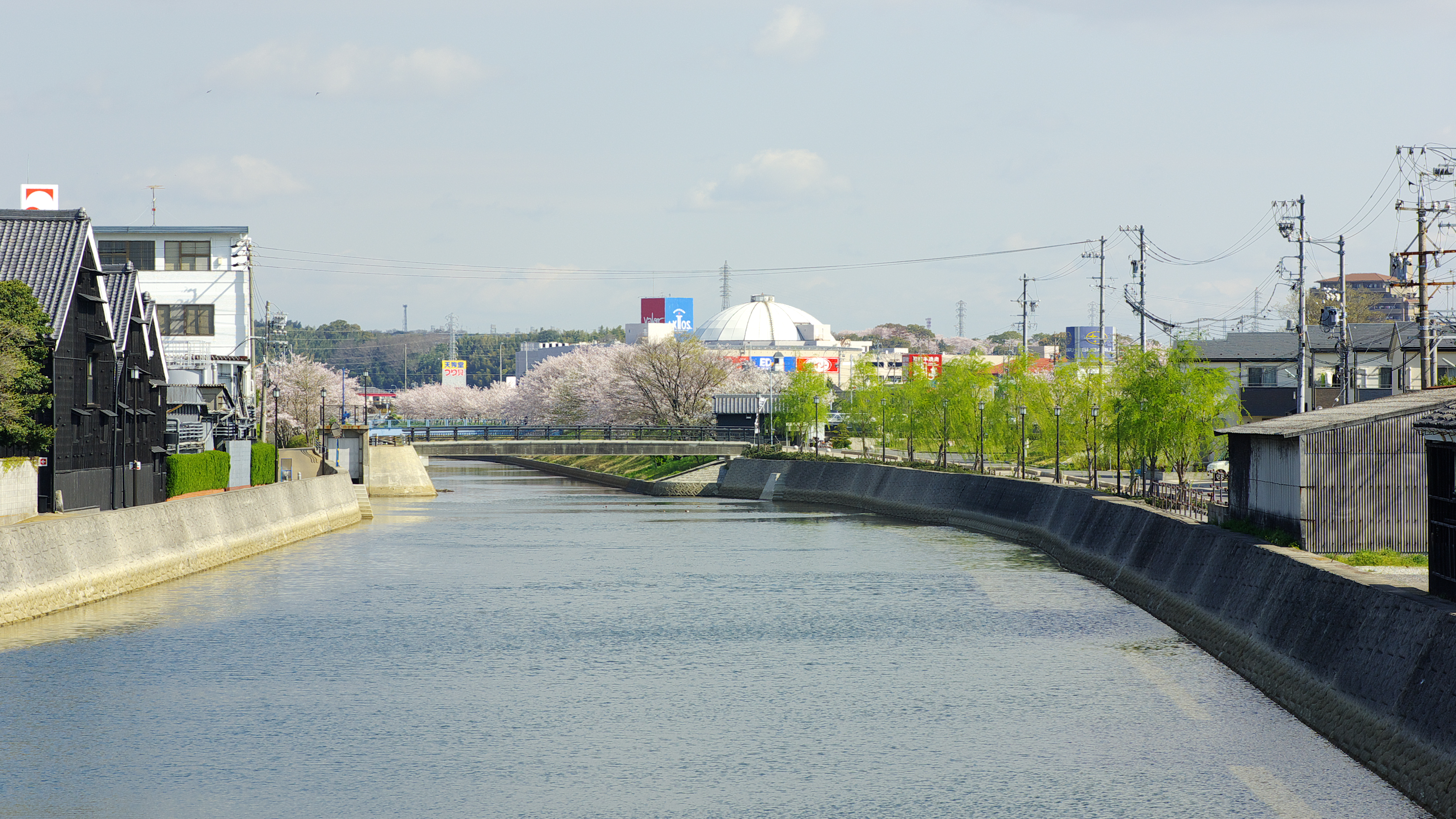
南から見た半田運河

## 受賞
- 2001年（平成13年） - かおり風景100選（「半田の酢と酒、蔵の町」）
- 2005年（平成17年） - 公共の色彩賞（「蔵と運河のまちづくり」）
- 2007年（平成19年） - 美しい日本の歴史的風土準100選（「醸造業の繁栄を伝える運河沿いの景観」）
- 2017年度 - 都市景観大賞都市空間部門大賞（「半田運河周辺地区」）